# Hugues de Courtenay (9e comte de Devon)
Pour les articles homonymes, voir Hugues de Courtenay.
Hugues de Courtenay (14 septembre 1275 - 23 décembre 1340), était comte de Devon de 1335 à sa mort et baron d'Okehampton. Il est le fils d'Hugues de Courtenay (1249-1291) et d'Aliénor le Despenser (v. 1258-1328).

## Biographie

### Origines d'Hugues de Courtenay
Marie, fille de Guillaume de Reviers (arrière-grand-père d'Isabelle), avait épousé Robert de Courtenay (1183-1242), baron d'Okehampton (Devon), qui engendra Jean (1224-1274), qui engendra Hugues (1241-1291), qui engendra Hugues, comte de Devon. Les de Courtenay étaient donc les successeurs les plus proches de la famille de Reviers. Quarante-deux ans après la mort d'Isabelle de Reviers en 1293, Édouard III d'Angleterre fait, par lettres patentes du 22 février 1335, Hugues le nouveau comte de Devon, établissant qu'il « devra assumer un semblable titre et attitude que ses ancêtres, les comtes de Devon, comme eux l'on fait. », Si cela est une restitution du titre à la famille ou une nouvelle création est débattu ; par cela, Hugues et ses descendants sont considérés ou comme les comtes d'une deuxième création ou les successeurs d'Isabelle.

### Campagnes contre l'Écosse (1297-1308)
Le 20 juin 1297, il rendit hommage à Édouard Ier d'Angleterre qui lui permit d'avoir son propre régiment. Traversant la Tweed pour la première campagne d'Écosse, le don du roi peut être motivé par les capacités militaires d'Hugues, qui fit qu'en juillet de la même année, les Anglais ont remporté une victoire écrasante contre les Écossais à Irvine. Mais l’année suivante, le destin des Anglais par des campagnes écossaises menées par Guillaume Wallace. Le 6 février 1298, il est convoqué au parlement d'Angleterre, où il siège en tant que lord Courtenay ; il y sera durant tout le règne d'Édouard II, puis durant la régence de Roger Mortimer et de la reine Isabelle, avant le règne personnel Édouard III dont il connaîtra la majorité des années, devenant ainsi un noble très important dans le pays.
Courtenay a rejoint le roi Édouard Ier au long siège du château de Caerlaverock, près du golfe de Solway, pour une quinzaine de jours en juillet 1300. Il se montra un bon soldat et adhérent fidèle à la couronne anglaise. Il n'avait pas assisté à la bataille du pont de Stirling,le 11 septembre 1297, près du château de Stirling, au cours de laquelle la moitié du contingent anglais fut tué, y compris le commandant Hugues de Cressingham. Mais le roi était déterminé à entrer dans l'Ayrshire pour dévaster les propriétés du roi Robert Ier d'Écosse. Malheureusement, l'armée anglaise se perdit dans les forêts au fur et à mesure qu'elle se déplaçait toujours au nord. Courtenay fut peut-être avec le roi d'Angleterre dans l'abbaye de Sweetheart pour recevoir Robert Winchelsey, l'archevêque de Cantorbéry, qui avait voyagé avec une missive du pape Boniface VIII, qui exigeait de cesser les hostilités. Le roi ne pouvait pas ignorer cet ordre, alors il s'est retiré au golfe de Solway jusqu'à Carlisle, en septembre, après avoir fait disperser ses troupes. La campagne ayant échoué en raison du manque d'argent, le Parlement a été rappelé en janvier 1301. Avant de rentrer à Londres, les Anglais déclarèrent une trêve de six mois.
Le parlement se rencontra à Lincoln. L'ordre du jour était d'actualiser la charte sur les forêts royales, ce qui ne fut jamais fait depuis sa création, sous Henri II d'Angleterre, cent-cinquante ans auparavant. Les jurés locaux devaient « parcourir les forêts » pour recueillir des preuves des limites du domaine des forêts. Mais le roi avait besoin d’argent et le Parlement lui a demandé de renoncer à son autorité absolue et à la propriété de ce qui allait advenir des forêts. En 1306, le prince de Galles a été envoyé en Écosse avec l'armée dirigée par l'oncle du jeune Édouard, Aymar de Valence. Le 22 mars, le prince a créé Hugues chevalier, peut-être pour ses efforts pendant la campagne précédente et de juin, où les Anglais ont pris Perth. Le 19 juin, Valence, qui avait traversé les Lowlands, tomba sur l’armée écossaise à Methven au petit matin. Le roi écossais Robert Ier s'enfuit dans les collines. Le roi Édouard I était impitoyable, car beaucoup de prisonniers furent punis. Cet automne, l'armée revint à Hexham. La guerre était terminée : il y avait cependant eu des sièges du Mull of Kintyre et au château de Kildrummy, à Aberdeenshire, et le roi anglais a commis de nombreuses atrocités sur l'aristocratie écossaise.
Alors que le roi Robert revenait d'exil en Irlande, l'armée anglaise commença à perdre des batailles. Le roi Édouard Ier, maintenant malade, eut une dernière campagne dans laquelle Hugues de Courtenay joua un rôle majeur. Luttant le golfe de Solway, le roi Édouard mourut à Burgh by Sands, dans l'attente de traverser. En 1308, une nouvelle campagne fut lancée pour apaiser le roi Robert. De Courtenay fut banneret, l'un des membres de la maison du roi.

### Fin de vie
Sous le règne du roi Édouard II, il fut nommé seigneur ordonnanteur, un des membres du conseil, qui limitait le pouvoir du roi. Il fut nommé au conseil du roi le 9 août 1318. Il fut préfet de la côte de Devon et de Cornouailles en 1324, puis de nouveau en 1336, parce que ses propriétés s'étendaient sur ce qui est maintenant Exmoor et Dartmoor. Mais il accepta ces honneurs à contrecœur. En tant que vétéran, il s'attira les faveurs du jeune roi Édouard III d'Angleterre, mais il refusa une place à l'Échiquier. Le 22 février 1335, il est créé comte de Devon, de par sa lignée ancestrale. Hugues mourut à Exeter le 23 décembre 1340 et y fut enterré.

## Descendance
- Jean[3],[6] (1293-v. 1349) fut abbé de Tavistock et ne s'est pas marié.
- Hugues de Courtenay[3],[7] (12 juillet 1303-2 mai 1377) épousa Marguerite de Bonhun, fille d'Humfroy de Bonhun, comte d'Herford.
- Robert[3],[8] (v. 1309-v. 1334) fut sans postérité.
- Éléonore[3],[9] (v. 1305-1330) épouse Jean de Gray (ou Grey), sans postérité.
- Élisabeth[3],[10] (v. 1313-v. avril 1364) épousa Barthélémy de l'Isle (ou de Lydell), postérité.
- Thomas[3],[11] (v. 1311-v. 1362) épousa Murielle de Moels, fille du baron Jean de Moels ; postérité.